# داني جاكسون
داني جاكسون (بالإنجليزية: Danny Jackson)‏ (20 أكتوبر 1979 بليدز في المملكة المتحدة - ) هو لاعب كرة قدم بريطاني في مركز الدفاع. لعب مع كولورادو رابيدز وSeattle Sounders (1994–2008) ‏.

## وصلات خارجية
- داني جاكسون على موقع الدوري الأمريكي (الإنجليزية)
- داني جاكسون على موقع قاعدة بيانات كرة القدم.إي يو (الإنجليزية)